# Alan Jousseaume
Alan Jousseaume, né le 3 août 1998 à Vannes, est un coureur cycliste français. Il évolue au sein de l'équipe TotalEnergies.

## Biographie
Alan Jousseaume commence le cyclisme au Vélo Club Sébastiennais. Chez les juniors, il rejoint le Vélo Sport Valletais,. 
Lors de la saison 2018, il se fait remarquer en obtenant trois victoires chez les amateurs. Il termine également troisième de la Vienne Classic et du Grand Prix de la Tomate, deux manches de la Coupe de France DN3. Il est ensuite recruté en 2019 par le club Vendée U, réserve de l'équipe professionnelle Direct Énergie. Alors décrit comme un sprinteur-puncheur, il remporte une étape du Tour Nivernais Morvan, qu'il termine à la deuxième place, mais aussi une épreuve du Challenge mayennais. 
En 2020, il se révèle pour la première fois de sa carrière en montagne en terminant troisième de la Ronde de l'Isard, une course par étapes réputée pour les grimpeurs espoirs. La même année, il obtient une licence STAPS.
Jousseaume participe à son premier grand tour à l'occasion du Tour d'Espagne 2023. Lors de celui-ci, il chute durant la douzième étape. Atteint d'une fracture à la hanche droite, il ne prend pas le départ le lendemain.

## Palmarès et résultats

### Par année
- 2018
  - 3e étape de la Flèche d'Armor
  - Grand Prix de Saint-Michel-de-Chavaignes
  - Nocturne de la Saint-Laurent
  - 2e de la Vienne Classic
  - 2e du championnat des Pays de la Loire
  - 3e du Grand Prix du Carnaval de Cholet
  - 3e du Prix de la Saint-Laurent Espoirs
  - 3e du Grand Prix de la Tomate
- 2019
  - 2e étape du Tour Nivernais Morvan
  - 2e épreuve du Challenge Mayennais
  - 2e du Tour Nivernais Morvan
  - 3e du Grand Prix de Vannes
- 2020
  - 2e du Tour du Jura Suisse
  - 3e de la Ronde de l'Isard
- 2021
  - Tour du Jura Suisse
  - Grand Prix de Bourg-de-Péage

### Résultats sur les grands tours

#### Tour d'Espagne
1 participation
- 2023 : non-partant (13e étape)

### Classements mondiaux
| Année                                 | 2020  | 2021  | 2022 | 2023  | 2024  |
| ------------------------------------- | ----- | ----- | ---- | ----- | ----- |
| Classement mondial                    | 1091e | 1819e | 795e | 1529e | 2117e |
| UCI Europe Tour                       | 843e  | 1250e | 598e | nc    | nc    |
|                                       |       |       |      |       |       |
| Légende : nc = non classéSource : UCI |       |       |      |       |       |